# Click-Through-Rate
Die Click-Through-Rate (kurz: CTR; auch: Klickrate) ist eine Kennzahl im Bereich Online-Marketing, welche die Anzahl der Klicks auf ein Element (beispielsweise Werbebanner, Sponsorenlink oder Suchergebnis) im Verhältnis zu den erreichten Impressionen darstellt. Wird ein Element hundertmal angezeigt und dabei einmal angeklickt, beträgt seine Klickrate 1 %. Bei den organischen Suchergebnissen von Google entspricht die Click-Through-Rate ungefähr dem Zipfschen Gesetz (CTR~ 1/Position).
Die Click-Through-Rate bewegt sich bei klassischer Bannerwerbung im World Wide Web ohne gezielten Einsatz meist im Promillebereich – auf 1000 Ad Impressions kommen bisweilen nur ein oder zwei Klicks. „Native Advertising“ erzielt im Vergleich meist höhere Klickraten, die in Abhängigkeit von der Branche bzw. je nach Quellenlage zwischen 0,2 bis 1,2 Prozent und darüber liegen können.
Die Klickrate wird häufig als ein vorrangiges Erfolgsmaß eines Werbemittels dargestellt. Dies ist aber gerade bei Kampagnen, die weniger dem Direktverkauf eines einzelnen Produktes als vielmehr der Markenbildung (Branding), also der Steigerung der Bekanntheit einer Marke oder eines Produkts dienen, eine nur teilweise zutreffende Annahme.

## Typen

### Online-Marketing
Die CTR kann in verschiedenen Bereichen des Online-Marketings eingesetzt und berechnet werden. Man unterscheidet z. B. zwischen CTR im Suchmaschinenmarketing, CTR bei der Bannerwerbung und CTR in der Suchmaschinenoptimierung. Auch im Affiliate-Marketing wird diese Kennzahl im Reporting berücksichtigt.

### E-Mail-Marketing
Abweichend von der Bannerwerbung wird die Klickrate im E-Mail-Marketing als Verhältnis zwischen den geöffneten Mails und Klicks auf die in der Mail enthaltenen Links definiert. Hierbei lässt sich die Bruttoklickrate (alle Klicks auf die Links, auch Mehrfachklicks einzelner Personen) von der Nettoklickrate (von jeder Person wird nur ein Klick pro Link gezählt) unterscheiden. Je nach Branche und weiteren Umständen gelten Klickraten zwischen 3 und 15 % als normal.